# Лерт, Владимир Владимирович
Влади́мир Влади́мирович Лерт (англ. Vladimir Lert, род. 12 июня 1979, Рига) — американский кинорежиссёр, сценарист и продюсер.

## Биография
Владимир Лерт родился в Риге. В 1997 году иммигрировал в США.
В 2001 году Владимир Лерт поступает сразу в два учебных заведения: Голливудскую киношколу Brooks Institute (англ.). и школу актёрского мастерства International Actors School в Лос-Анджелесе (её основатель Александр Кузнецов известен по фильму «Джек Восьмёркин — „американец“»).
Свою карьеру в киноиндустрии Лерт начинает в качестве помощника продюсера, одновременно подрабатывая актёром второго плана на съёмках многих известных голливудских картин.
В 2006 году Владимира Лерта приглашают на Украину в качестве режиссёра серии рекламных роликов.
Снимает фильм «Отторжение» с Богданом Ступкой и Сергеем Бабкиным который выходит в прокат летом 2010 года. И открывает кинофестиваль «Молодость».
В своем творчестве Владимир Лерт предпочитает не привязываться к конкретной стране, говоря, что он патриот планеты Земля.
В 2016 году стал автором и режиссёром фильма «Ночь Святого Валентина». По причине того, что изначально написанный сценарий грозил провалом картины, Лерт решил снимать на полной импровизации. Тексты и события придумывались прямо во время съемочного процесса, а реплики иногда присылались актёрам по смс. В картине сыграли: Кирило Кяро, Даша Астафьева, Константин Войтенко, Олег Собчук.
Несмотря на отсутствие полноценного бюджета и рекламы — фильм стал успешным среди зрителей.
Фильм Мир вашему дому! был представлена комиссии Золотого глобуса и победил на Rhode Island International Film Festival 2019 в категории — Лучший полнометражный фильм, взяв первый приз. Фильм был частично снят в Пироговском музее под открытым небом, историческом музее в Украине, который воссоздает раннюю украинскую деревенскую жизнь и фольклор.

## Фильмография

### Режиссёр
- 2009 — Отторжение
- 2013 — Пленница
- 2016 — Ночь Святого Валентина
- 2017 — Мир вашему дому!
- 2021 — Bitcoin movie or or zero waste girl

### Сценарист
- 2009 — Отторжение
- 2013 — Пленница
- 2017 — Мир вашему дому!
- 2021 — Bitcoin movie or or zero waste girl

## Прочее

### Выборочная видеография
- Сценакардия «Самолеты» (2006)
- Богдан Титомир — «Делай как я» (2007)
- Богдан Титомир — «Суперзвезда» (2008)
- Бумбокс — «Наодинці» (2009)
- Бумбокс & PianoБой — «Этажи» (2011)
- Стас Пьеха — «Мы расстались с тобой» (2011)
- Бумбокс — «Сандали» (2011)
- Бумбокс — «Пошла вон!» (2011)
- Витас & Ксенона — «Мне бы в небо» (2012)
- Валерия — «Я буду ждать тебя» (2012)
- Антон Лирник «Жигули»] (2012)
- Бумбокс — «Дитина» (2013)
- Бумбокс — «Пепел» (2013)
- Бумбокс — «Номер скрыт» (2014)
- O.Torvald — «Крик» (2015)

### Рекламные ролики
- Центр-Кредит (2006)
- Toyota Avensis (2012)
- Toyota Camry (2012)
- WELTRADE (2014)
- Bitfury (2014—2019)

### Интервью
- Интервью Владимира Лерта для LUXLUX.NET
- Владимир Лерт в гостях у КП

### Видео Интервью
- Владимир Лерт на MTV (часть 1)
- Владимир Лерт на MTV (часть 2)
- Интервью на Информатор FM 107,3
- https://www.youtube.com/watch?v=jWCbXkMPsg0&t=9s